# Rama (Prozor-Rama, BiH)
Rama je bilo selo na ušću rijeke Rame u Neretvu. Danas ne postoji, jer je potopljeno akumulacijskim Jablaničkim jezerom. Potopljeno je 1954. godine.

## Vanjske poveznice
- Bljesak.info  Arhivirana inačica izvorne stranice od 4. studenoga 2016. (Wayback Machine) Potopljena Hercegovina - Rama prije potopa stara slika